# Lost Song
Lost Song (ロストソング?, Rosuto Songu) è una serie ONA di genere musicale e fantasy in 12 episodi prodotta dallo studio di animazione Liden Films in collaborazione con la compagnia di telecomunicazioni Dwango e il produttore di videogiochi Mages. Le parti cantate delle due protagoniste Rin e Finis sono interpretate rispettivamente dalla cantante Konomi Suzuki e dalla doppiatrice Yukari Tamura. La serie è stata annunciata durante un concerto di compleanno tenuto da Konomi Suzuki nel novembre 2016 ed è stata pubblicata per la prima volta online in Giappone da Netflix il 31 marzo 2018 a cui è seguita una trasmissione televisiva sulle reti giapponesi Tokyo MX, Sun TV, TV Aichi, BS Fuji e KBS Kyoto a partire dal 7 aprile 2018. Netflix ha reso disponibile in streaming la serie a livello mondiale il 30 settembre 2018 con doppiaggio e sottotitoli in più lingue, tra cui l'italiano e con le parti cantate in originale giapponese sottotitolato.

## Trama
(Tagline della serie)
Rin è una ragazza sempre pronta ad aiutare gli altri. Vive in campagna assieme al nonno e ai suoi due fratellastri Mei e Al, ma il suo sogno è di andare nella lontana capitale del regno per cantare assieme all'Orchestra reale. Intanto nella capitale, la cantante Finis è costretta suo malgrado ad aiutare il malvagio principe nella guerra contro gli stati vicini. Sia lei che Rin possiedono il potere di dominare i quattro elementi con le loro canzoni; Rin canta spesso la canzone della guarigione per aiutare chi è in difficoltà, mentre Finis usa quella canzone per guarire i soldati feriti in battaglia, ma usa anche altre potenti canzoni per distruggere gli eserciti nemici.
Dopo la distruzione del suo villaggio da parte dello spietato generale Bazra Beamols e la conseguente uccisione del nonno e della sorellastra Mel, Rin parte alla volta della capitale accompagnata dal fratellastro Al. Durante il percorso si uniscono ai due la menestrella Pony Goodlight e le sorelle Monica e Alyu Lux, ma proprio quando, dopo alcune avventure, giungono nei pressi della capitale, la cantante Finis, disperata per la morte dell'amato Henry Leobolt, inizia a cantare la canzone della distruzione, che causa una pioggia di meteoriti, distruggendo tutta la regione e uccidendo tutti gli abitanti.
Da questa immane distruzione stranamente si salva solamente Finis, divenuta immortale. Da quel momento attraversa tutte le epoche, acquisendo una enorme conoscenza, fino ad arrivare in un'era governata dalla tecnologia, nella quale però il mondo viene distrutto da una guerra atomica. A quel punto la storia dell'umanità ha un nuovo inizio e l'immortale Finis si rende conto che tutti gli avvenimenti si ripetono di nuovo con un carattere ciclico. Ripercorre più volte il ciclo della storia umana, alla vana ricerca dell'amore perduto, fin quando decide di porre fine a tutto quanto, annientando la Terra con la sua canzone della distruzione.

## Personaggi
Rin (リン?, Rin)
Doppiaggio: Konomi Suzuki (giapponese), Martina Felli (italiano)
Finis (フィーニス?, Fīnisu)
Doppiaggio: Yukari Tamura (giapponese), Francesca Bielli (italiano)
Al (アル?)
Doppiaggio: Misaki Kuno (giapponese), Stefano Dallavalle (italiano)
Alea Golt / Pony Goodlight (ポニー・グッドライト?, Ponī Guddoraito)
Doppiaggio: Chiaki Takahashi (giapponese), Iolanda Granato (italiano)
Monica Lux (モニカ・ルックス?, Monika Rukkusu)
Doppiaggio: Asami Seto (giapponese), Giulia Maniglio (italiano)
Allu Lux (アル?, Aru Rukkusu)
Doppiaggio: Misaki Kuno (giapponese), Chiara Francese (italiano)
Henry Leobolt (ヘンリー・レオボルト?, Henrī Reoboruto)
Doppiaggio: Seiichirō Yamashita (giapponese), Alessandro Capra (italiano)
Corte (コルテ?, Korute)
Doppiaggio: Ai Kayano (giapponese), Renata Bertolas (italiano)
Mel (メル?, Meru)
Doppiaggio: Ai Kayano (giapponese), Beatrice Caggiula (italiano)
Bazra Beamols (バズラ・ベアモルス?, Bazura Beamorusu)
Doppiaggio: Tsuyoshi Koyama (giapponese), Massimiliano Lotti (italiano)
Lood Bernstein IV (ルード・ベルンシュタイン4世?, Rūdo Berunshutain 4-sei)
Doppiaggio: Yuuto Suzuki (giapponese), Matteo De Mojana (italiano)
Doctor Weissein (ドクター・ヴァイゼン?, Dokutā Vuaizen)
Doppiaggio: Mitsuru Ogata (giapponese), Mario Scarabelli (italiano)
Talgia Hokley (タルジア・ホークレイ?, Tarujia Hōkurei)
Doppiaggio: Hiroshi Ito (giapponese), Maurizio Scattorin (italiano)

## Colonna sonora
Sigla iniziale
- 歌えばそこに君がいるから (Utaeba Soko ni Kimi ga Iru Kara?) testo di Aki Hata è cantata da Konomi Suzuki (epp. 2-12)[13]

Sigla finale
- TEARS ECHO è cantata da Yukari Tamura (epp. 1-6, 8-11)[14]
- 終滅の歌 (Tsui metsu no uta?) è cantata da Yukari Tamura (ep. 12)

Canzoni
I testi delle canzoni presenti nell'anime sono di Aki Hata, le musiche sono di Yūsuke Shirato.

## Episodi
| Nº | Titolo italiano Giapponese 「Kanji」 - Rōmaji                | Pubblicazione  | Pubblicazione     |
| Nº | Titolo italiano Giapponese 「Kanji」 - Rōmaji                | Giapponese     | Italiano          |
| 1  | La canzone della guarigione 「癒やしの歌」 - Iyashi no uta   | 31 marzo 2018  | 30 settembre 2018 |
| 2  | La canzone della partenza 「旅立ちの歌」 - Tabidachi no uta  | 7 aprile 2018  | 30 settembre 2018 |
| 3  | La canzone dell'amore 「愛慕の歌」 - Aibo no uta             | 14 aprile 2018 | 30 settembre 2018 |
| 4  | La canzone della depravazione 「堕ち行く歌」 - Ochi yuku uta | 21 aprile 2018 | 30 settembre 2018 |
| 5  | La canzone dell'incontro 「邂逅の歌」 - Kaigō no uta         | 28 aprile 2018 | 30 settembre 2018 |
| 6  | La canzone dell'addio 「別れの歌」 - Wakare no uta           | 5 maggio 2018  | 30 settembre 2018 |
| 7  | La canzone della mortalità 「終滅の歌」 - Tsui metsu no uta  | 12 maggio 2018 | 30 settembre 2018 |
| 8  | La canzone dell'eternità 「悠久の歌」 - Yūkyū no uta         | 19 maggio 2018 | 30 settembre 2018 |
| 9  | La canzone della nostalgia 「郷愁の歌」 - Kyōshū no uta      | 26 maggio 2018 | 30 settembre 2018 |
| 10 | La canzone della determinazione 「覚悟の歌」 - Kakugo no uta | 2 giugno 2018  | 30 settembre 2018 |
| 11 | La canzone del silenzio 「無響の歌」 - Mukyō no uta          | 9 giugno 2018  | 30 settembre 2018 |
| 12 | La canzone dell'inizio 「始まりの歌」 - Hajimari no uta      | 16 giugno 2018 | 30 settembre 2018 |